# Archivio storico del Patriarcato di Venezia
Das Archivio storico del Patriarcato di Venezia (Historisches Archiv des Patriarchats Venedig) befindet sich in einem Teil des Seminars, Dorsoduro 1, nachdem es bis 2015 in einem Flügel im 3. Stock des ehemaligen Benediktinerklosters Santi Felice e Fortunato di Ammiana hinter dem Markusdom und dem Dogenpalast jenseits des Rio di Palazzo untergebracht war. Es ist Teil der Archivi storici della chiesa di Venezia (Historische Archive der Kirche Venedigs).
Das Archiv des Patriarchats bewahrt die Akten der Kurie des Patriarchen und anderer kirchlicher Einrichtungen des Patriarchats auf, wie die der Mensa, des Kapitels von San Pietro e San Marco, sowie des Seminars. Hinzu kommen Bestände wie die des Primicerio di San Marco und der Antichi episcopati lagunari, also der verschwundenen Bistümer der Lagune von Venedig, ebenso wie zahlreiche Gemeindearchive, Archive von Klöstern und Bruderschaften. Schließlich gehören auch Bestände dazu, die auf einzelne Verbände, Priester oder Laien zurückgehen, und die ins Archiv gelangt sind. Insgesamt umfasst das Haus etwa 20.000 archivalische Einheiten.
Damit ist es nicht nur für die Geschichte des Patriarchats, sondern vor allem für die der rund 70 Gemeinden im historischen Zentrum Venedigs, aber auch für die Inseln in der Lagune von großer Bedeutung, ebenso wie für die nicht mehr existierenden Einrichtungen. 
Das Haus verfügt über eine Bibliothek, wobei sich in der modernen Sektion 3000 gedruckte Bände und 60 Periodika finden, davon 20 laufende. In der Sezione antica finden sich 6000 Druckwerke, deren Kernbestand das 16. bis 20. Jahrhundert umfasst. Die ältesten Handschriften stammen aus dem 15. Jahrhundert. Im Bestand finden sich Werke zur Kanonistik, Theologie, Homiletik, zur Spiritualität, vor allem aber zur venezianischen Geschichte und zur Musik. 
Bestände der kirchlichen Gemeindearchive, die vielfach in eigenen Häusern liegen, können bestellt und im Lesesaal des Hauses eingesehen werden, der allerdings nur von Montag bis Donnerstag jeweils vormittags zugänglich ist. Um diese verstreuten (diffuso) Bestände kümmert sich das Projekt Archivio diocesano diffuso.
1989 begann unter dem Namen Arca ein umfangreiches Sicherungs- und Dokumentationsunternehmen der Bestände des Patriarchats unter Leitung des Historischen Archivs des Patriarchats im Rahmen des staatlich geförderten Projekts Ecclesiae Venetae. Neben dem für Bildung und Kultur zuständigen Ministerium und der Region Venetien kam Unterstützung von der Gladys Krieble Delmas Foundation bzw. der Save Venice Inc. in New York. Es ist zudem ein gemeinsames Projekt der Bistümer von Venedig, Padua, Vicenza, Verona, Treviso und Vittorio Veneto. 
Das Haus bietet Fortgeschrittenen auf Kirchenbestände ausgerichtete Archivkurse.